# آرتورو لوپولی
آرتورو لوپولی (انگلیسی: Arturo Lupoli؛ زادهٔ ۲۴ ژوئن ۱۹۸۷) بازیکن فوتبال اهل ایتالیا است.
از باشگاه‌هایی که در آن بازی کرده‌است می‌توان به باشگاه فوتبال دربی کانتی، باشگاه فوتبال فیورنتینا، باشگاه فوتبال آسکولی، باشگاه فوتبال پارما، باشگاه فوتبال فروزینونه، باشگاه فوتبال شفیلد یونایتد، باشگاه فوتبال کاتانیا، باشگاه فوتبال آرسنال، باشگاه فوتبال نوریچ سیتی، باشگاه فوتبال پیزا، باشگاه فوتبال بوداپست هونود، و باشگاه فوتبال وارزه اشاره کرد.
وی همچنین در تیم‌های ملی فوتبال زیر ۱۷ سال ایتالیا، زیر ۱۹ سال ایتالیا، و زیر ۲۱ سال ایتالیا بازی کرده‌است.